# San Mateo Xalpa
San Mateo Xalpa es uno de los 14 pueblos de montaña pertenecientes a la alcaldía de Xochimilco, en el sur de la Ciudad de México.

Limita al norte con los pueblos de Santiago Tepalcatlalpan y San Lucas Xochimanca, al sur y poniente con la alcaldía Tlalpan y al oriente con el pueblo de San Andrés Ahuayucan.

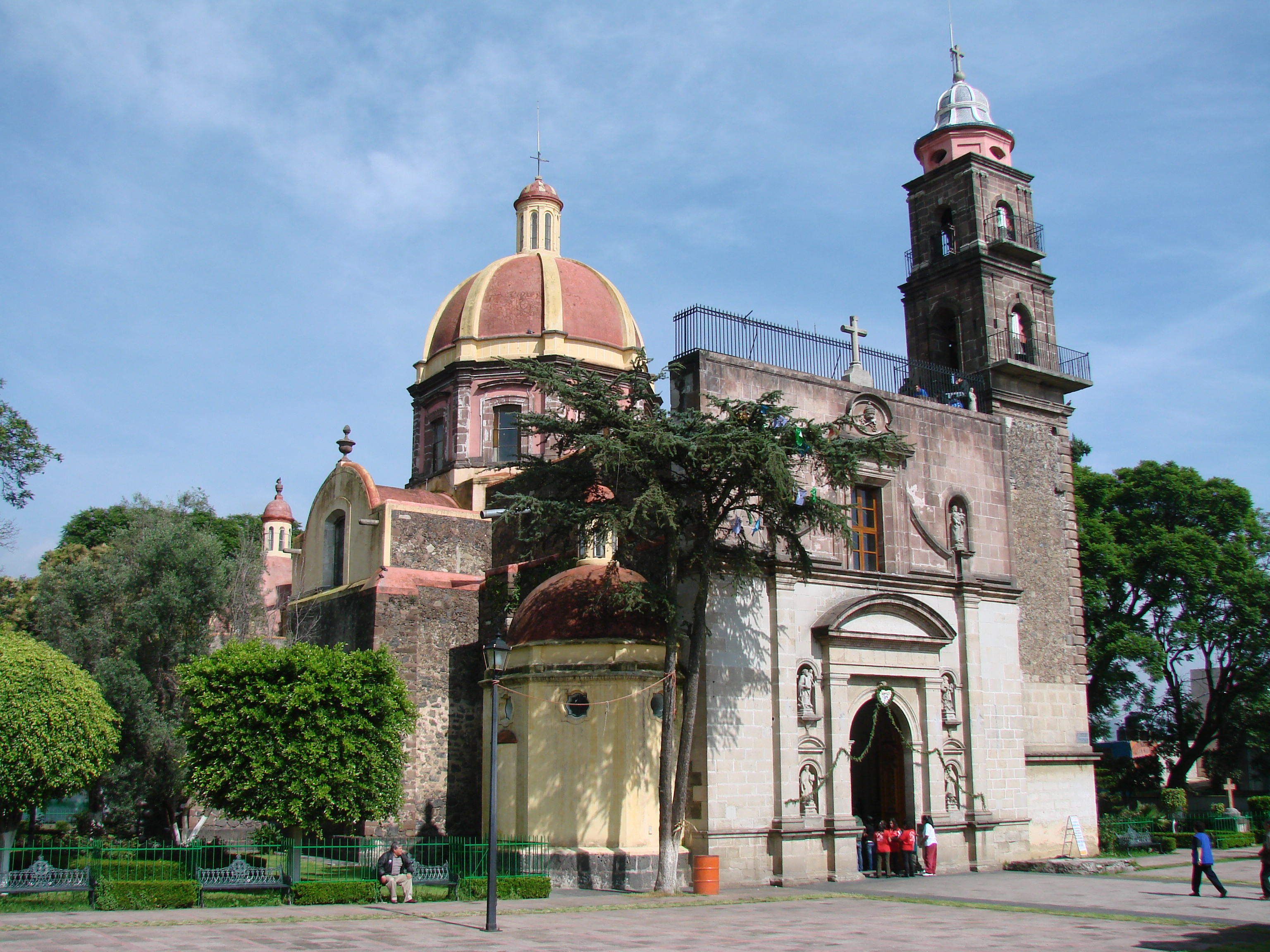
Iglesia de San Mateo Xalpa.

## Historia
En los antiguos títulos primordiales del Tribunal Agrario aparece San Mateo Xalpa como fundado el 3 de diciembre de 1542 con el nombre original de Pochtlan –lugar de comerciantes-, ubicado en el viejo camino México - Acapulco.

## Etimología
San Mateo proviene del español y alude a uno de los apóstoles de Jesús del Nazareno. Xalpa proviene del náhuatl y significa ‘sobre la arena’.

## Fiestas
San Mateo Xalpa es un pueblo que aún conserva sus tradiciones más importantes gracias a la herencia de sus antepasados. El 21 de septiembre se celebra la fiesta del pueblo en honor al apóstol San Mateo.Esta fiesta se festeja en domingo y se recorre dependiendo el día: por ejemplo: si el 21 de septiembre de 2015 es lunes, la fiesta se celebrará el domingo 20 de septiembre de 2015.

### Virgen del Carmen
Esta fiesta se celebra el 16 de julio en honor a la Virgen del Carmen, a la que visten con hábito de Carmelita. También es conocida como la fiesta "chica" del pueblo.

### Sagrado Corazón de Jesús
Esta fiesta también es muy importante para los habitantes de San Mateo Xalapa, se celebra en el mes de junio en devoción al sagrado corazón de Jesucristo.

### Carnaval de día de Muertos.
Es una festejo relativamente reciente. Inició con un grupo de jóvenes realizando una marcha de "güegüenches", que son hombres vestidos de mujer que bailaban al ritmo de la banda ocupando la avenida de Morelos frente al parque del pueblo. En 2016 se retomó haciendo una procesión más grande, en la que varias comparsas de personas se organizan por calles y bailan con vistosos y creativos disfraces, al ritmo de la música de banda carnavalera.
Este carnaval ocupa los días 1 y 2 de noviembre culminando con una gran fiesta en el centro del pueblo.